# Yu (drottning)
 Yu, född 1576, död 1623, var en koreansk drottning, gift med kung Gwanghaegun av Joseon. 
Vigseln ägde rum 1587 när hon var elva år gammal, och hon blev kronprinsessa vid sexton års ålder 1592. Hon blev drottning år 1608. Hennes make avsattes i en kupp 1623, varpå hon kallades "Avsatta drottning Yu". Hon förvisades till ön Ganghwa, där hon avled inte långt efter att hennes son och svärdotter avrättats efter ett misslyckat flyktförsök. 